# Xylosma panamensis
Xylosma panamensis là một loài thực vật có hoa trong họ Liễu. Loài này được Turcz. miêu tả khoa học đầu tiên năm 1863.